# Caper
Caper (Collaborative Information Acquisition Processing Exploitation and Reporting) ist ein europäisches Projekt, das versuchen soll, durch die Analyse offener und privater Datenquellen dem organisierten Verbrechen vorzubeugen.
Hierzu sollen Daten aus öffentlichen Quellen, wie sozialen Netzwerken und Ergebnisse von Suchmaschinen ausgewertet und den zuständigen Exekutiven zur Verfügung gestellt werden. Neben privaten Unternehmen sind auch Behörden und ein Fraunhofer-Forschungsinstitut an der Entwicklung von Caper beteiligt. Das Fraunhofer-Institut beschäftigt sich mit einem System zur Bilderkennung und der Visualisierung der gesammelten Daten.
Das am ersten Juli 2011 gestartete Projekt ist auf eine dreijährige Entwicklungszeit ausgelegt und wird durch die Europäische Kommission mit bis zu 7,1 Mio. Euro unterstützt.